# Ermida de Nossa Senhora dos Aflitos
A Ermida de Nossa Senhora dos Aflitos, também conhecida como Ermida de São Pedro do Pulgão, é um edifício religioso situado perto da cidade de Lagos, na região do Algarve, em Portugal.

## Descrição
Está situada na zona de São Pedro ou da Marateca, nas imediações do Aeródromo Municipal. Apresenta uma arquitectura nos estilos manuelino e barroco.
Normalmente é palco de uma procissão anual, realizada no último Domingo do mês de Agosto.

## História
A ermida poderá ter sido construída durante o século XV, existindo registos da sua existência desde 1450.
Em Janeiro de 2011, a Diocese do Algarve revelou que tinha disponibilizado quinze lugares de culto na região para as celebrações dominicais de várias denominações cristãs, incluindo a Capela de Nossa Senhora dos Aflitos, que foi utilizada pelos membros moldavos da Igreja Ortodoxa Russa.
Em Dezembro de 2022, a delegação de Lagos do partido Bloco de Esquerda criticou a situação em que se encontravam vários elementos do património do concelho, incluindo a Ermida de São Pedro, que estava «cercada por uma muralha de vivendas que a abafa».